# (9236) Obermair
(9236) Obermair est un astéroïde de la ceinture principale.

## Description
(9236) Obermair est un astéroïde de la ceinture principale. Il fut découvert le 12 mars 1997 à Linz par Erich Meyer. Il présente une orbite caractérisée par un demi-grand axe de 2,42 UA, une excentricité de 0,09 et une inclinaison de 6,6° par rapport à l'écliptique.

## Compléments